# Louise (cráter)
Louise es un pequeño cráter de impacto situado en la cara visible de la Luna, al norte del cráter Diophantus. Vecinos inmediatos del cráter, además de Diophantus al sur, son los pequeños cráteres Samir en el oeste-noroeste; e Isabel y Walter en el sureste. En el noroeste también aparecen la Rima Diophantus, el Mons Delisle y el cráter Delisle.

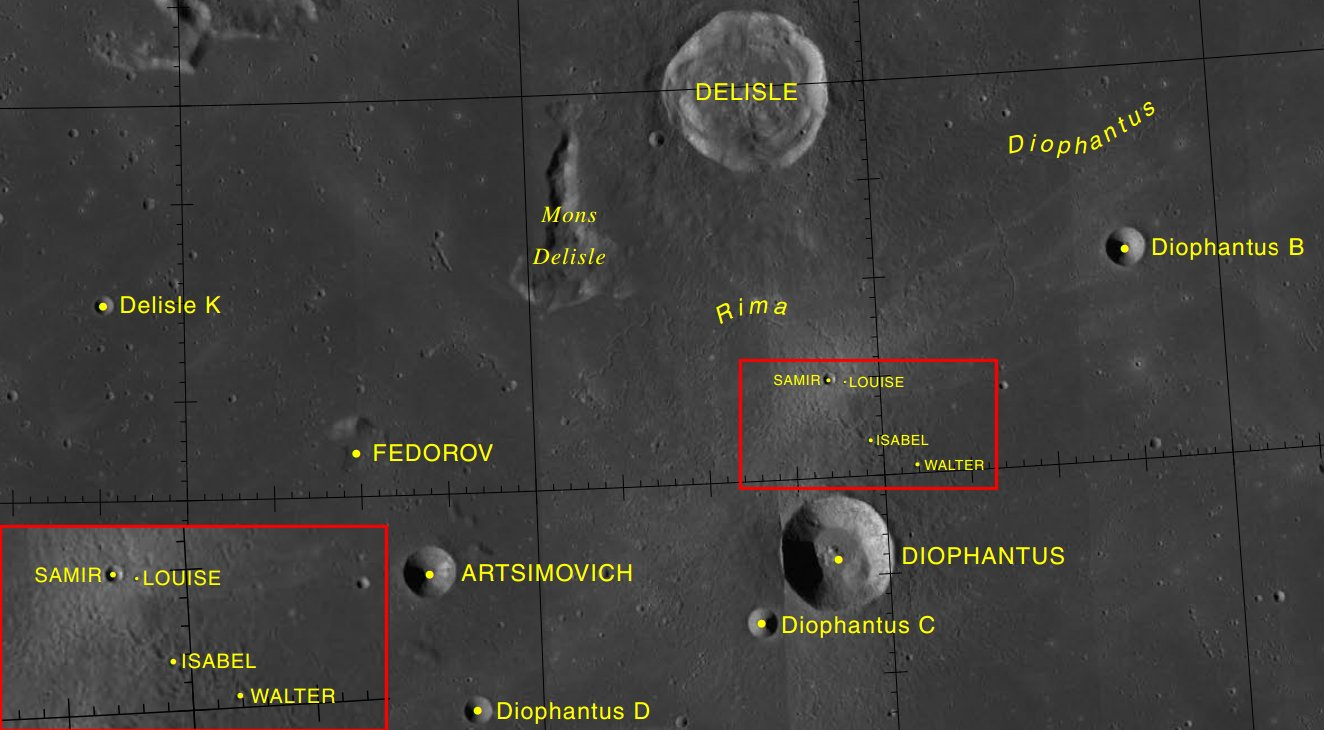
Detalle (ampliación del recuadro en la esquina inferior izquierda). Imagen LRO

El cráter, en forma de cuenco, posee un pequeño sistema de marcas radiales, lo que indica que se trata de un elemento del relieve lunar relativamente reciente.
El origen de la denominación es una anotación inicialmente no oficial en la página 39B2 / S1 de la serie de planos del Lunar Topophotomap de la NASA. El nombre fue aprobado por la UAI en 1979.